# اندیس کورچشمه
کورچشمه یک اندیس فلزی است که در حوالی شهر دامغان استان سمنان قرار دارد و مادهٔ معدنی موجود در آن، سرب و روی است.  